# Bastholmarna
Bastholmarna är öar i Finland. De ligger i Finska viken och i kommunen Ingå i den ekonomiska regionen  Raseborg i landskapet Nyland, i den södra delen av landet. Öarna ligger omkring 54 kilometer väster om Helsingfors.
Arean för den av öarna koordinaterna pekar på är 2,2 hektar och dess största längd är 210 meter i sydväst-nordöstlig riktning. Ön höjer sig omkring 20 meter över havsytan.